# Чаталка
„Чата̀лка“ е язовир на река Чаталка, десен приток на река Ракитница, между Сърнена Средна гора и Чирпанските възвишения, в землищата на селата Елхово и Яворово.
Язовирът е изграден между 1963 и 1967 г., когато е пуснат в експлоатация (при значително намален – спрямо проектния, воден обем вероятно поради икономически съображения, а и за опазване от заливане на разкритите при строителството археологически обекти). Част е от Старозагорската напоителна система. Функцията му е да изравнява многогодишно собствения воден приток и водите, които се прехвърлят от язовир „Копринка“ и реките Сулуджак, Банянска река и Балъклийска река.
По време на строежа му се провеждат археологически проучвания, като са разкрити праисторическо селище, римска вила рустика с некропол (II – IV век) и средновековно селище с некропол. Непосредствено на югоизток от оградата на селището са проучени две, разположени една върху друга, църкви – едната строена в средата, а другата – в края на IV век.